# Pteromalus actinopterae
Pteromalus actinopterae är en stekelart som först beskrevs av Karl-Johan Hedqvist 1977.  Pteromalus actinopterae ingår i släktet Pteromalus och familjen puppglanssteklar. Arten är reproducerande i Sverige. Inga underarter finns listade i Catalogue of Life.